# Nicolò Buratti
Nicolò Buratti (7 juli 2001) is een Italiaans wielrenner die anno 2023 rijdt voor Bahrain-Victorious.

## Carrière
In 2021 nam Buratti eerste keer in zijn carrière deel aan de Ronde van Italië voor beloften. In de openingsrit won hij de pelotonsprint, maar winnaar was ruim een halve minuut eerder al solo over de finish gekomen. In de tweede etappe kwam de groep waar Buratti deel van uitmaakte acht seconden tekort om Juan Ayuso te achterhalen. Hetzelfde scenario speelde zich in de zesde rit af, al was het nu Aloïs Charrin die de achtervolgende groep slechts één seconde voorbleef.
Eind april 2022 won Buratti de proloog in de Carpathian Couriers Race. In augustus won hij twee Italiaanse beloftekoersen: de Grote Prijs van Poggiana en de GP Capodarco. Twee weken later stond hij aan de start van de Ronde van Friuli-Venezia Giulia. In de openingsploegentijdrit was hij, samen met zijn ploeggenoten, de snelste. Buratti was de eerste van zijn ploeg die over de finish kwam, waardoor hij de eerste leiderstrui ontving. Deze moest hij een dag later afstaan aan Matteo Zurlo. In de laatste etappe verraste Buratti het peloton met een aanval in de laatste paar honderd meter, waardoor hij ook een individuele etappe op zijn naam schreef. In het algemeen klassement kwam hij één seconde tekort om Emiel Verstrynge van de eindzege te houden.

## Overwinningen
2022
Proloog Carpathian Couriers Race
Grote Prijs van Poggiana
GP Capodarco
GP Ezio del Rosso
1e (TTT) en 4e etappe Ronde van Friuli-Venezia Giulia
Puntenklassement Ronde van Friuli-Venezia Giulia
2023
2e etappe Kreiz Breizh Elites *
* als lid van de nationale selectie

### Resultaten in voornaamste wedstrijden
|      | \| Jaar \| Milaan-San Remo \| Amstel Gold Race \| Ronde van Lombardije \| Brabantse Pijl \| Waalse Pijl \| \| ---- \| --------------- \| ---------------- \| -------------------- \| -------------- \| ----------- \| \| 2023 \| \| \| 82e \| 59e \| \| \| 2024 \| 120e \| 59e \| \| 18e \| opgave \| \| 2025 \| \| opgave \| \| 29e \| \| |                  |                      |                |             |
| Jaar | Milaan-San Remo | Amstel Gold Race | Ronde van Lombardije | Brabantse Pijl | Waalse Pijl |
| 2023 | |                  | 82e                  | 59e            |             |
| 2024 | 120e | 59e              |                      | 18e            | opgave      |
| 2025 | | opgave           |                      | 29e            |             |

## Ploegen
- 2021 –  Cycling Team Friuli ASD
- 2022 –  Cycling Team Friuli ASD
- 2023 –  Cycling Team Friuli ASD tot 11/4
- 2023 –  Bahrain Victorious vanaf 12/4
- 2024 –  Bahrain Victorious
- 2025 –  Bahrain Victorious

Arashiro · Arndt · Bauhaus · Bilbao · Buitrago · Buratti (vanaf 12/4) · Caruso · Govekar · Gradek · Haig · Haussler (tot 7/4) · Kepplinger · Landa · Maciejuk · Madan · Mäder (overleden 16/7) · Miholjević · Milan· Mohorič · Pasqualon · Pernsteiner · Poels · Price-Pejtersen · Rajović · Scott · Sütterlin · Tiberi (vanaf 1/6) · Tu · Wright · Zambanini
Arashiro · Arndt · Bauhaus · Bilbao · Bruttomesso · Buitrago · Buratti · Caruso · Govekar · Gradek · Haig · Kepplinger · Madan · Miholjević · Mohorič · Pasqualon · Pickering · Poels · Price-Pejtersen · Rajović · Scott · Stannard (vanaf 19/8) · Sütterlin · Tiberi · Træen · Tu · Wiśniowski (vanaf 1/3) · Wright · Zambanini · Skerl (stagiair) · van der Meulen (stagiair) · Van Mechelen (stagiair)
Arndt · Bauhaus · Bilbao · Bruttomesso · Buitrago · Buratti · Caruso · Ermakov · Eržen · Eulálio · Govekar · Gradek · Haig · Kepplinger · Martinez · Miholjević · Mohorič · Paasschens · Pasqualon · Pickering · Skerl · Stannard · Stockwell · Tiberi · Træen · Tu · van der Meulen · Van Mechelen · Wright · Zambanini